# Тетрафторид-оксид нептуния
Тетрафторид-оксид нептуния — неорганическое соединение,
оксосоль нептуния и плавиковой кислоты
с формулой NpOF4,
коричневые кристаллы.

## Получение
- Гидролиз фторида нептуния(VI) в плавиковой кислоте:

{\displaystyle {\mathsf {NpF_{6}+H_{2}O\ {\xrightarrow {HF}}\ 2NpOF_{4}+2HF}}}

## Физические свойства
Тетрафторид-оксид нептуния образует коричневые кристаллы
гексагональной сингонии,

параметры ячейки a = 1,317 нм, c = 0,570 нм.